# Huernia blyderiverensis
Huernia blyderiverensis är en oleanderväxtart som först beskrevs av Leslie Larry Charles Leach, och fick sitt nu gällande namn av Peter Vincent Bruyns. Huernia blyderiverensis ingår i släktet Huernia och familjen oleanderväxter. Inga underarter finns listade i Catalogue of Life.